# Валет (коммуна)
Вале́т (фр. Valette, окс. Valeta) — коммуна во Франции, находится в регионе Овернь. Департамент — Канталь. Входит в состав кантона Рьом-э-Монтань. Округ коммуны — Морьяк.
Код INSEE коммуны — 15246.
Коммуна расположена приблизительно в 400 км к югу от Парижа, в 70 км юго-западнее Клермон-Феррана, в 45 км к северу от Орийака.

## Население
Население коммуны на 2008 год составляло 260 человек.
| 1962 | 1968 | 1975 | 1982 | 1990 | 1999 | 2008 |
| ---- | ---- | ---- | ---- | ---- | ---- | ---- |
| 340  | 359  | 289  | 307  | 284  | 261  | 260  |

## Экономика
В 2007 году среди 172 человек в трудоспособном возрасте (15—64 лет) 112 были экономически активными, 60 — неактивными (показатель активности — 65,1 %, в 1999 году было 60,0 %). Из 112 активных работали 101 человек (55 мужчин и 46 женщин), безработных было 11 (6 мужчин и 5 женщин). Среди 60 неактивных 9 человек были учениками или студентами, 22 — пенсионерами, 29 были неактивными по другим причинам.

## Фотогалерея

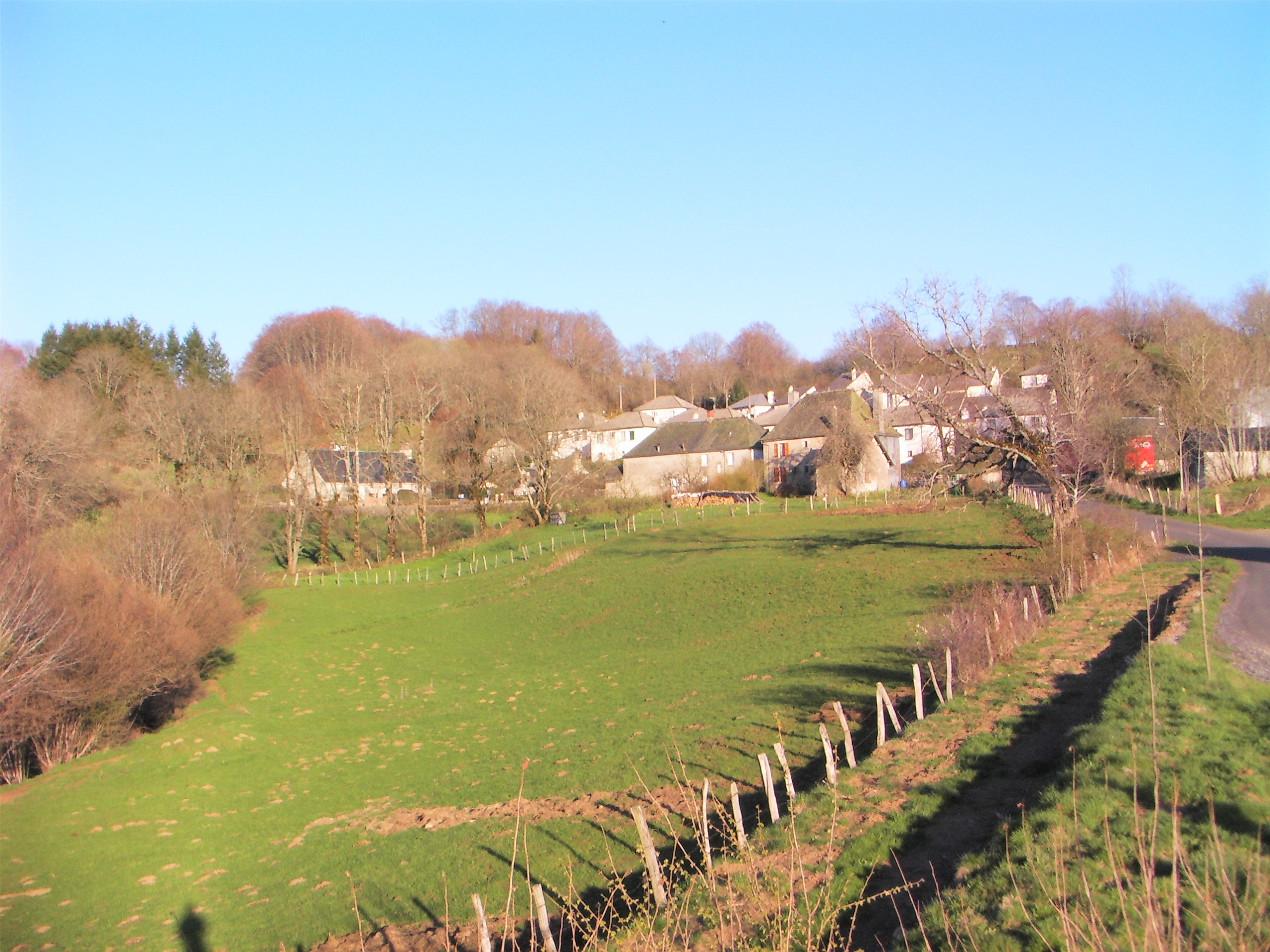
Валет
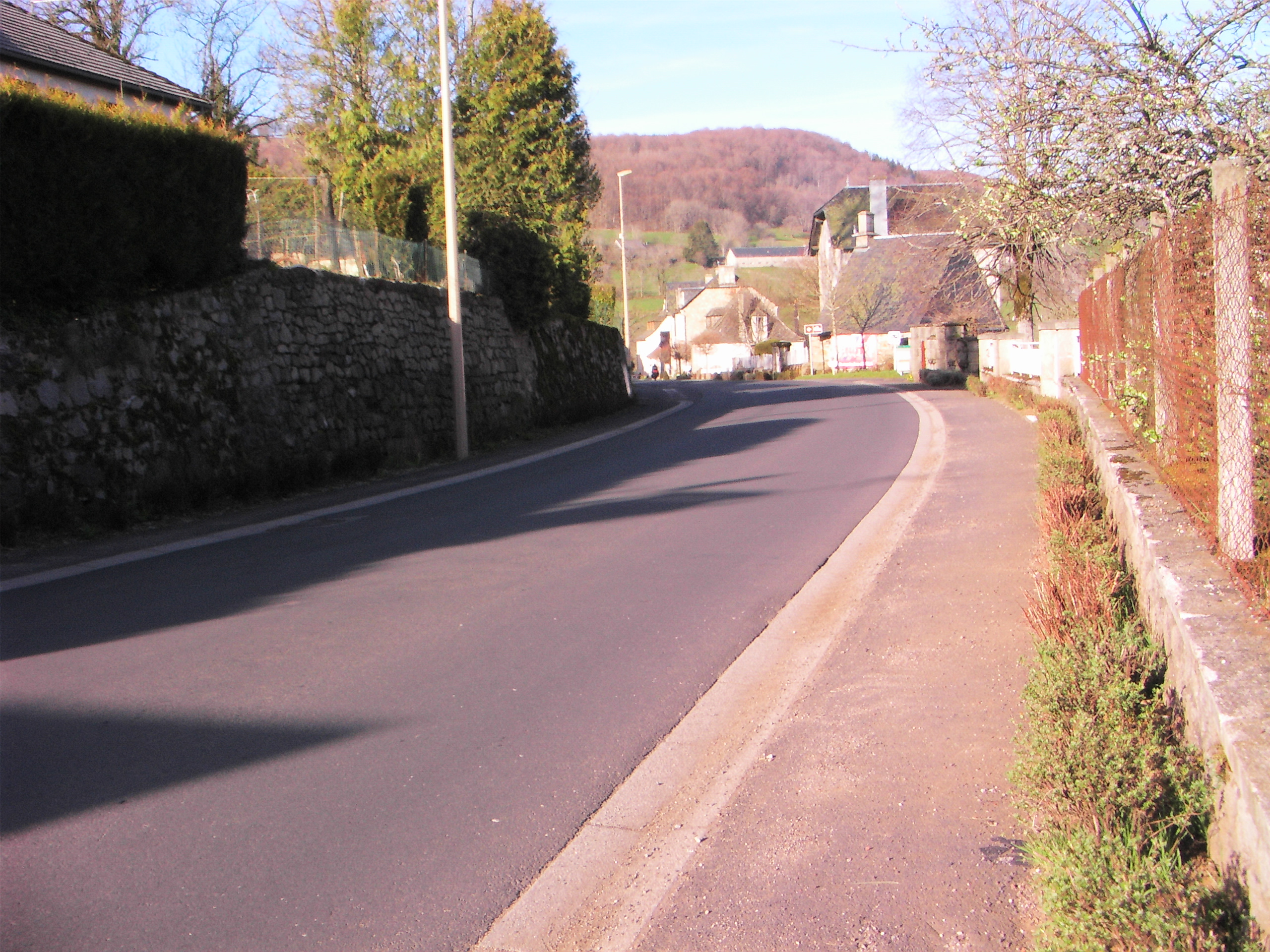
Валет
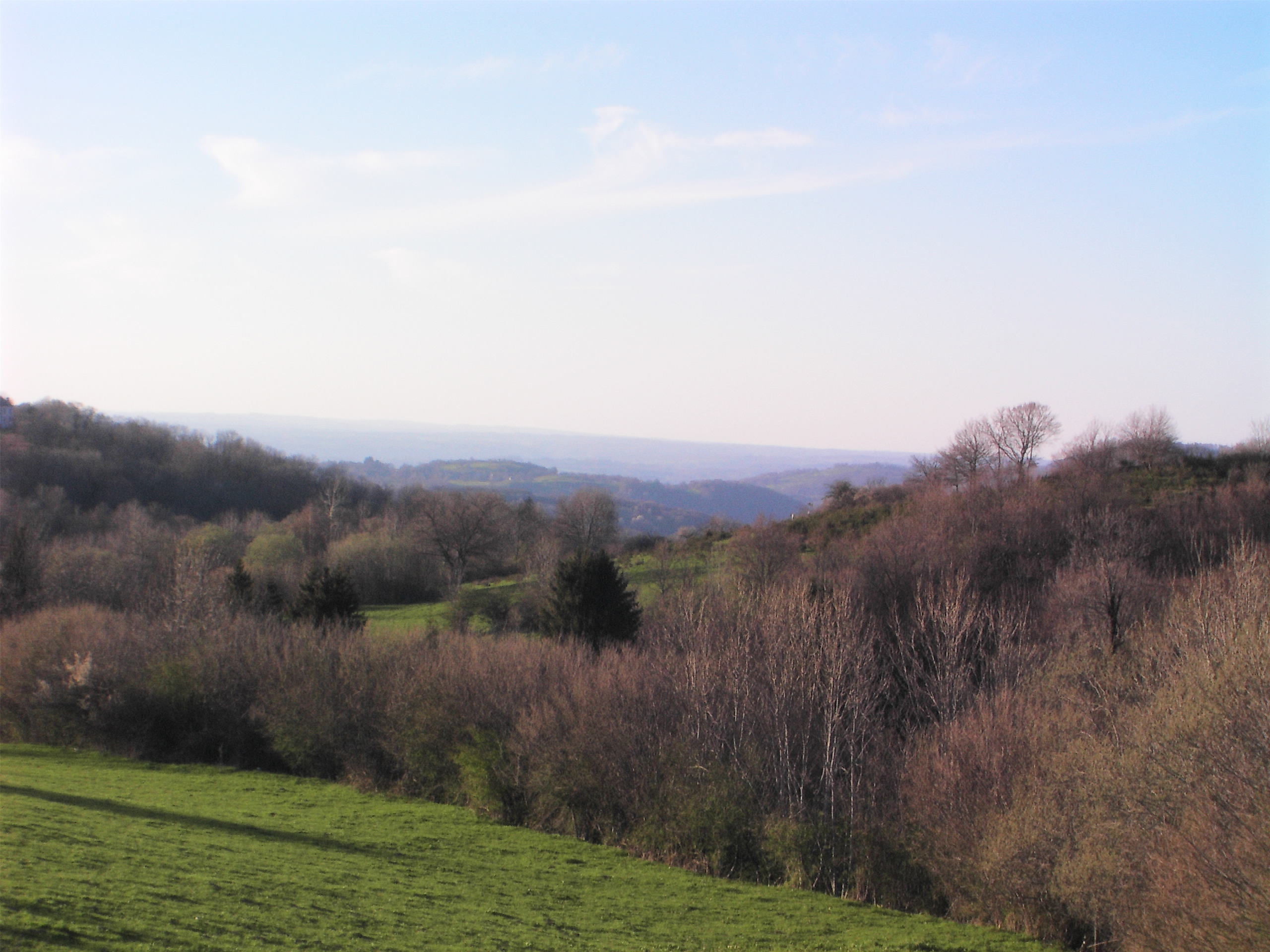
Валет
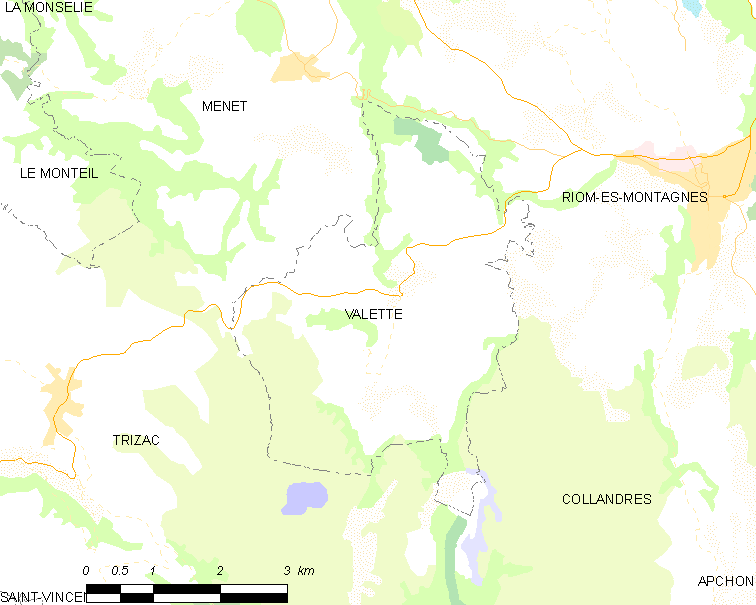
Карта коммуны